# Индустријска зона Леонардо да Винчи (Венеција)
Индустријска зона Леонардо да Винчи је насеље у Италији у округу Венеција, региону Венето.
Према процени из 2011. у насељу је живело 3 становника. Насеље се налази на надморској висини од 10 м.